# Neopasites cressoni
Neopasites cressoni är en biart som beskrevs av Crawford 1916. Neopasites cressoni ingår i släktet Neopasites och familjen långtungebin. Inga underarter finns listade i Catalogue of Life.